# San Romano ai Monti
San Romano ai Monti era uma igreja que ficava no interior do Istituto Angelo Mai na Via degli Zingari, no rione Monti. Sua história é obscura e a data de sua desconsagração (ou dessagração) é incerta. Era dedicada a São Romano.

## História
O enorme complexo onde a igreja está localizada era originalmente conhecido como Casa Stefanoni e aparece com este nome no Mapa de Nolli em 1748. Depois de ter sido transformado num complexo de apartamentos para aluguel, o local foi comprado pela Câmara Apostólica e alugado para os Irmãos de La Salle, que criarm ali o Istituto Sant'Antonio com a ajuda do famoso cardeal Angelo Mai, que era o reitor da Biblioteca Vaticana. Em 1856, a congregação adquiriu a propriedaed e a expandiu incorporando um terreno para a esquerda da entrada (na direção da Via San Giovanni Labre) que já abrigava uma capela com interior pintado em afrescos representando os apóstolos e os evangelistas. 
Em 1861, porém, a propriedade reverteu para a Câmara e, em 1870, foi assumida pelos Salesianos de Dom Bosco. Em homenagem ao cardeal, eles batizaram a escola que funcionava no local como Istituto Angelo Mai em 1902. Em 1908, um teatro foi acrescentado ao complexo. Em 1923, houve uma grande reforma e este teatro foi convertido numa nova capela que, por alguma razão, ganhou o status de igreja, o que implicava alguma forma de acesso desimpedido pelo público, e foi dedicada a São Romano. A capela anterior foi transformada em ginásio e seus afrescos foram pintados de branco.
A partir daí, a escola entrou num lento e constante declínio conforme a vizinhança mudava seu perfil demográfico. Finalmente, em 1990, a escola fechou e, em 2002, os últimos cursos vocacionais ainda realizados no local também foram abandonados. Depois de um tempo vazio, o edifício foi invadido em 2004 e permaneceu assim até 2006, quando os ocupantes foram expulsos. Desde então todo o complexo permanece vazio.
A Diocese de Roma listou San Romano ai Monti como uma igreja subsidiária de Santa Maria ai Monti até 2012, mas sabe-se que a igreja já havia sido desconsagrada havia muito tempo naquela data, provavelmente dessagrada ainda na década de 1990. Ou seja, ao invés de passar por um ritual de desconsagração, os salesianos acharam por bem simplesmente remover o altar e todos os bens móveis do local.

## Descrição
A entrada para o complexo, na Via degli Zingari, é monumental, mas muito simples. O portão de metal, permanentemente fechado, é parte de um portal acima do qual está uma placa de mármore indicando o nome da antiga escola. Atrás está a escada que leva ao ninfeu construído no local no século XVIII. Dali, através de uma porta, se chega ao pátio interno e a igreja é o edifício retangular que fica do lado oeste dele, paralelo à Via San Giuseppe Labre. 
A igreja é um edifício simples de teto plano e nave simples com seis capelas laterais. No final da nave está uma ligação para a ala oeste da escola. Toda a estrutura é de cor vermelha fosca. A entrada da igreja fica do lado direito da primeira capela e tem uma luneta acima da porta. A segunda, quarta e sexta capelas tem cada uma uma grande janela de topo curvo e moldura branca ao lado.
A estrutura está assentada sobre uma cripta que está exposta do lado esquerdo por causa da inclinação do terreno. A quinta e a sexta capelas tem uma ala auxiliar anexa e as quatro primeiras tem, cada uma, um grande recesso de topo curvo com uma janela, também de topo curvo, na segunda e na quarta.
A decoração do interior, de 1923, é muito rica e já foi confundida como sendo em estilo barroco do século XVIII. A maior parte das superfícies expostas foram tratadas para se parecerem com um revestimento mármore multicolorido. 
O presbitério é uma área bem estreita com uma abside e fica elevado numa base. A abside é interna e a curva esconde duas minúsculas sacristias nos cantos da planta retangular.